# رجل قنطورس Bb

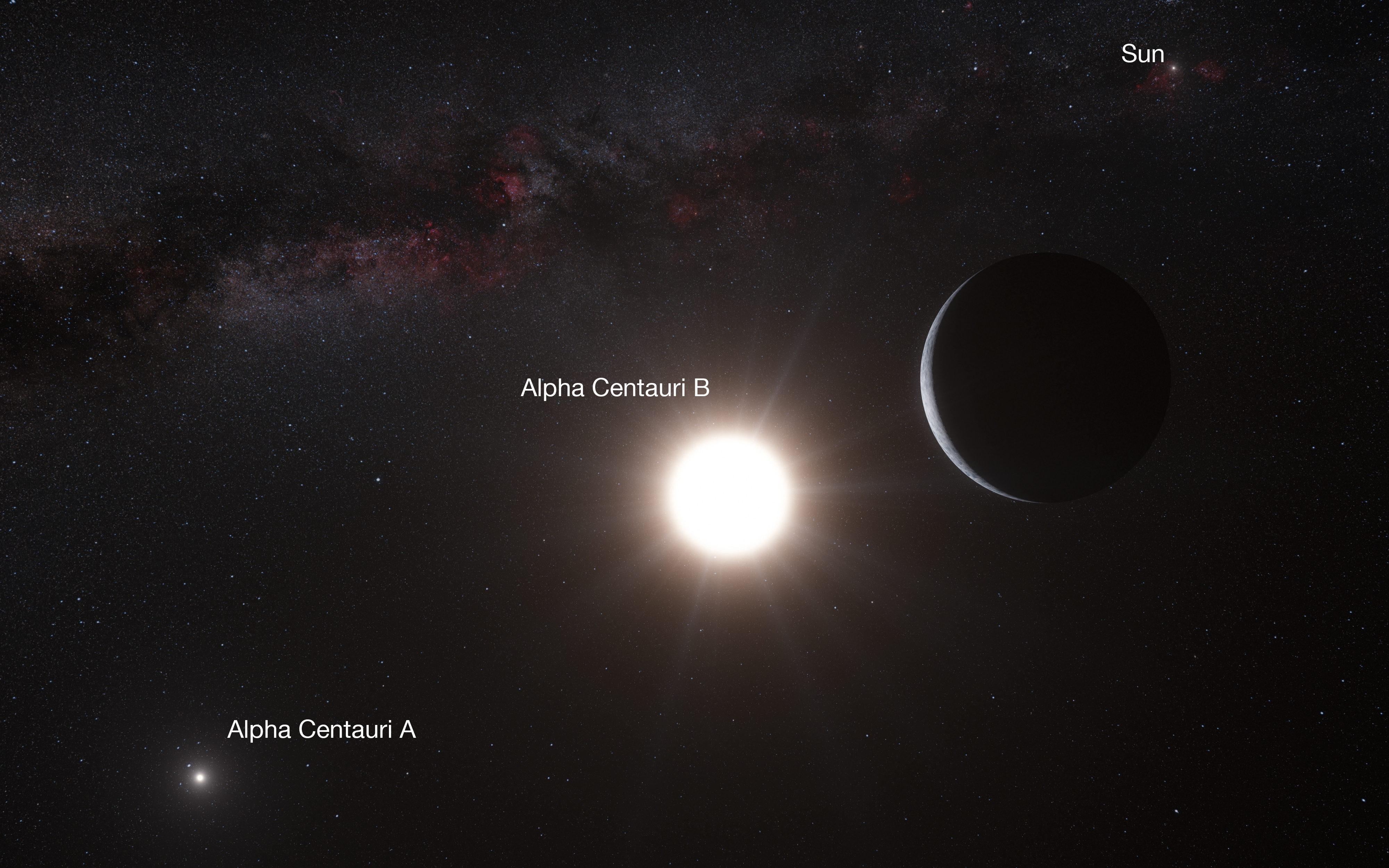
انطباع فني لكوكب رجل قنطورس Bb حول نجم رجل قنطورس B.

رجل قنطورس Bb هو كوكب خارج المجموعة الشمسية مقترح سابقًا يدور حول نجم رجل قنطورس B ويقع على بعد 4.37 سنة ضوئية من الأرض في كوكبة قنطورس الجنوبية. وقد تم الأعلن عن وجوده في أكتوبر 2012 من قبل فريق من المراقبين الأوروبيين، وحصل هذا الاكتشاف اهتمام على نطاق واسع من قبل وسائل الإعلام. ومع ذلك، فإن هذا الإعلان حظي بشك من قبل بعض علماء الفلك، الذين اعتقدوا أن الفريق الأوروبي قد بالغ في تفسير بياناته.
في أكتوبر 2015، نشر علماء فلك من جامعة أكسفورد ورقة علمية تثبت وجود هذا الكوكب. ولاحظوا أن تحليلا إحصائيا متطابقا للبيانات المولدة حاسوبياً بشكل عشوائي يقدم نفس النتائج التي توصلت اليها البيانات الفلكية الفعلية. يقول كزافييه دوموسك المؤلف الرئيسي للبحث الأصلي من مركز هارفارد سميثسونيان للفيزياء الفلكية «هذا عمل جيد حقا» مضيفاً:«نحن لسنا متأكدين بنسبة 100 في المئة لكن ربما هذا الكوكب ليس هناك».
إذا كان هذا الكوكب موجودا بالفعل، فإنه سيكون ثاني أقرب كوكب خارج المجموعة الشمسية معروف إلى الأرض بعد بروكسيما قنطور b الذي يدور حول قنطور الأقرب على بعد 4.2 سنة ضوئية (40·1012 كيلومتر).

## الاكتشاف المفترض
ابتداء من فبراير 2008 وحتى يوليو 2011، قام فريق من علماء الفلك الأوروبيين معظمهم من مرصد جنيف ومن مركز الفيزياء الفلكية بجامعة بورتو، بتسجيل قياسات السرعة الشعاعية لنجم رجل قنطورس B باستخدام مطياف جهاز المرصد الأوروبي الجنوبي المسمى الباحث الكوكبي بالسرعة الشعاعية عالية الدقة (HARPS) في مرصد لاسيلا في تشيلي. قدم الفريق 459 عملية رصد لطيف رجل قنطورس B اللوني على مدى أربع سنوات، ثم استخدم المرشحات الإحصائية لإزالة مصادر التباين المعروفة.
في 16 أكتوبر 2012، أعلن الفريق أنهم اكتشفوا كوكباً لة كتلة الأرض في مدار حول رجل قنطورس B. قدم هذا الاكتشاف في المجلة العلمية الطبيعية، وكان الكاتب الرئيسي كزافييه دوموسكي، وهو طالب دراسات عليا في جامعة بورتو. ووصف النتائج التي توصلوا إليها بأنها «خطوة كبيرة نحو الكشف عن توأم الأرض في المنطقة المجاورة مباشرة للشمس».
استخدم الفريق طريقة التحليل الطيفي الدوبلري للبحث عن الكوكب. وبما أن الجرم يدور حول النجم المضيف، فإن جاذبيتة سوف تسبب تغيرات دورية صغيرة جدا في سرعة النجم المضيف. وباستخدام مطياف حساس للغاية تمكن الفريق من استنتاج تغيرات قدرها 0.51 م/ث في السرعة الشعاعية لنجم رجل قنطورس B . وقال المرصد الجنوبي الأوروبي أن هذة النتائج تعتبر القياسات المسجلة الأكثر دقة على الإطلاق باستخدام هذه التقنية. وقدر الفريق احتمال الكشف الزائف عند 0.02٪.

## الشكوك والتحليل الإضافي
أظهرت القياسات النهائية، المستمدة من السرعة الشعاعية، التأثير الدوري للكوكب على النجم، ولكنها كانت قريبة من الحد الأدنى لقدرات جهاز هاربس الاستشعارية (تبلغ دقة هاربس ظويلة المدى حوالي 0.8 م/ث.)
في أكتوبر 2015، بعد ثلاث سنوات من إعلان النتيجة الأولية، نشر باحثون من جامعة أكسفورد ورقة بعنوان «شبح في السلسلة الزمنية» (Ghost in the Time Series)، مما يدل على عيوب في التحليل الأصلي. وباستخدام نفس بيانات دوموسك، وجد فريق أكسفورد أن الإشارة لم يكن سببها الكوكب ولكن كانت أثر حسابي خادع لدالة النوافذ المستخدمة لإنشاء سلالسل زمنية لعمليات الرصد الأصلية. ولإثبات لذلك وضعوا محل البيانات الفلكية الفعلية بيانات عشوائية مولدة لامعنى لها وحصلوا على نفس النتائج وخلص الفريق إلى أن تحليلهم «يؤكد صعوبة اكتشاف الإشارات الكوكبية الضعيفة في بيانات السرعة الشعاعية». ووافق دوموسك عل هذا التحليل، واعترف بأن الكوكب الذي حدده ربما لم يكن موجودا.